# Caumont-sur-Garonne
Caumont-sur-Garonne è un comune francese di 640 abitanti situato nel dipartimento del Lot e Garonna nella regione della Nuova Aquitania.

## Società

### Evoluzione demografica
Abitanti censiti